# Conecuh (rivière)
La Conecuh (connu également comme Escambia) est un fleuve de 415 km de long parcourant l'Alabama et la Floride aux États-Unis.
La Conecuh prend sa source près d’Union Springs. Il coule sur 319 km dans une direction générale sud-ouest en Floride. Le nom de la rivière change de Conecuh à Escambia à la jonction de Escambia Creek à 1,9 km en aval de la frontière Floride-Alabama. Après ce point, la rivière Escambia parcourt 97 km vers le sud jusqu’à la baie d’Escambia, tributaire de la baie de Pensacola.
La rivière est draguée dans le cours inférieur.
Deux barrages se trouvent sur la rivière, formant chacun un lac : le barrage de Gantt et le barrage Point A.